# هیستریا پرلا
هیستریا پرلا (به انگلیسی: Histria Perla) یک کشتی است که طول آن ۱۷۹٫۸ متر (۵۹۰ فوت) می‌باشد. این کشتی در سال ۲۰۰۵ ساخته شد.